# 1909 en sport automobile
Chronologie du sport automobile
1908 en sport automobile - 1909 en sport automobile - 1910 en sport automobile
Les faits marquants de l'année 1909 en sport automobile

## Par mois

### Août
- 12 août : inauguration de l'Indianapolis Motor Speedway d'Indianapolis avec une course automobile qui se termine en tragédie (plusieurs morts, de nombreux pilotes blessés) à cause du revêtement de la piste.

### Septembre
- 15 septembre : inauguration de l'Indianapolis Motor Speedway, le circuit automobile d'Indianapolis, dans l'Indiana aux États-Unis.

### Novembre
- 6 novembre : À Brooklands, Victor Hémery établit un nouveau record de vitesse terrestre : 202,68 km/h.

## Naissances
- 1er janvier : Marcel Balsa, pilote de Formule 2 et Formule 1 français. († 11 août 1984).
- 19 janvier : Ewald Kluge, pilote automobile et  pilote moto allemand. († 19 août 1964).
- 28 janvier : Enrico Platé, pilote de course automobile italien. († 2 février 1954).
- 24 février : George Robson, pilote automobile canadien, († 2 septembre 1946).
- 10 mars : Jimmy Snyder, pilote automobile américain. († 29 juin 1939).
- 12 avril : Jean Trémoulet, coureur automobile français. († 13 octobre 1944).
- 16 mai : Luigi Villoresi, pilote automobile ìtalien. († 24 août 1997).
- 22 juillet : Teodoro "Dorino" Serafini, coureur motocycliste et automobile italien. († 5 juillet 2000).
- 27 août : Charles Pozzi, pilote automobile français, († 28 février 2001).
- 12 décembre : Eugen Bjørnstad, pilote automobile norvégien, († 13 août 1992).
- 21 novembre : Hermann Paul Müller, pilote automobile, un pilote motocycliste et un pilote de side-car allemand. († 30 décembre 1975).
- 28 décembre : David Murray, pilote écossais de course automobile († 5 avril 1973).

## Décès
- 8 mars : Léon Théry, pilote automobile français vainqueur, notamment, à deux reprises de la coupe automobile Gordon Bennett.(° 16 avril 1879).
- 14 juin : Gilles Hourgières, pilote automobile français. (° 1875).